# Гур'яновське
Гур'я́новське (каз. Гурянов) — село у складі Карабалицького району Костанайської області Казахстану. Входить до складу Тогузацького сільського округу.
Населення — 442 особи (2021; 470 у 2009, 530 у 1999, 497 у 1989).